# Ke-Tri
Das Ke-Tri oder Patang ist ein Schwert aus Tibet.

## Beschreibung
Das Ke-Tri hat eine gerade, einschneidige Klinge. Die Klinge hat keinen Mittelgrat, aber meist drei leichte Hohlschliffe. Die Klingen bestehen meist aus  gefaltetem Stahl (Damaszener Stahl). Der Ort ist abgerundet. Das Heft besteht aus Holz oder Metall. Das Parier ist flach und rechteckig gearbeitet, andere seitlich zur Klinge angebracht. Der Knauf ist kreuzförmig gearbeitet. Manche Versionen sind mit farbigen Steinen besetzt. Eine andere Waffe aus dieser Region ist das Tsep-Tsa. Das Ke-Tri wird von Ethnien in Tibet benutzt.